# Дальневосточные игры 1913
I Дальневосточные игры — соревнование мужских сборных команд некоторых стран Азии. Были проведены впервые в феврале 1913 года в Маниле, Филиппины, США. Спортсмены соревновались в восьми видах спорта. Открыл соревнования генерал-губернатор Филиппин Уильям Камерон Форбс. Игры проводились в столичном ярмарочном районе Малате (сейчас — Rizal Memorial Sports Complex).
В 1912 году Э.С. Браун, президент Филиппинского легкоатлетического общества, предложил Китаю и Японии учредить Дальневосточные игры. В 1913 году У. К. Форбс, являвшийся также президентом Филиппинской любительской атлетической ассоциации, организовал Дальневосточную олимпийскую ассоциацию.

## Участники
В соревнованиях приняли участие 6 стран:
- Малайя
- Китайская Республика
- Филиппины (организатор)
- Гонконг
- Японская империя
- Сиам

## Виды спорта и чемпионы
| Вид спорта                  | Чемпионы      |
| --------------------------- | ------------- |
| Бейсбол                     | Япония        |
| Баскетбол                   | Филиппины     |
| Велоспорт и лёгкая атлетика | Филиппины     |
| Волейбол                    | Филиппины     |
| Плавание                    | Филиппины     |
| Теннис, одиночный разряд    | Суарес        |
| Теннис, парный разряд       | Суарес/Фаргас |
| Футбол                      | Филиппины     |